# 荒川ひかり
荒川 ひかり（あらかわ ひかり、1994年12月24日 - ）は、茨城県つくば市出身の女子競輪選手。日本競輪選手会茨城支部所属、ホームバンクは取手競輪場。日本競輪学校（当時。以下、競輪学校）第110期生。師匠は宮本秀人（54期）。

## 経歴
茨城県立竹園高等学校出身。高校時代は陸上部に所属し、短距離とやり投げを専門種目としていた。2012年茨城県高校総合体育大会陸上競技大会では4×400mリレーで4位の成績を収めた。顧問の教師から「足がしっかりしているので競輪選手に向いてる」と声を掛けられたことをきっかけに競輪選手を目指すようになったという。
20歳の誕生日でもあった2014年12月24日、競輪学校第110回技能試験に合格。在校競走成績は11位（8勝）。
2016年7月2日、京王閣競輪場でデビューし2着。初勝利は同年9月7日の和歌山競輪場。初優勝は2018年11月29日の和歌山競輪場で挙げた。
2019年ガールズケイリン総選挙で第14位となり、特別競走であるガールズケイリンコレクションには8月の名古屋ステージ・アルテミス賞で初出場、直線追い込んで3着となった。
2020年ガールズケイリン総選挙では更に順位を上げ第6位として選出されたが、新型コロナウイルスの影響で選考期間中の開催中止や欠場があり除外規程に抵触したため除外されてしまい、8月の名古屋ステージには出場することはできなかった。
2021年もガールズケイリン総選挙で前年同様第6位に入り、8月のいわき平ステージ・ガールズドリームレースに出走し5着。

## 主なテレビ番組出演
- オトナ女子ストーリーズ（2019年11月24日、BS-TBS）[11]
- USHIROSUGATA（2020年4月1日、テレビ東京）[12]